# Nils Malmberg
Nils Magnus Malmberg, född 4 april 1890 i Eskilstuna, död 30 maj 1987 i Engelbrekts församling, Stockholm, var en svensk barnläkare och professor.
Hans föräldrar var byggmästaren Ferdinand Malmberg och Hilda, född Westman. Han blev medicine licentiat 1916 och medicine doktor 1923 samt var docent i pediatrik 1924–1955. Han var amanuens och underläkarförordnad 1916–1923, assistent vid polikliniken för sjuka barn vid Karolinska institutet i Stockholm 1924–1930, barnläkare vid Allmänna BB i samma stad 1924–1933 och därefter överläkare vid Barnsjukhuset Samariten, också det i huvudstaden, 1934–1957. Han fick professors namn 1947.
Malmberg hade olika förtroendeuppdrag, han var sekreterare i Svenska läkarsällskapets pediatriska sektion 1924–1930 och var ordförande där 1940–1942 samt blev hedersledamot 1957. Han var ledamot Medicinalstyrelsens vetenskapliga råd 1951–1960, ordförande för Svenska Läkaresällskapet 1952–1953 (hedersledamot 1964), barnsjukhuset Samariten 1957–1968. Han författade också skrifter i pediatrik.
Från år 1918 var han gift med professor Nanna Svartz (1890–1986). Deras dotter Gunvor Svartz-Malmberg blev också läkare. De är alla begravna på Östra kyrkogården i Västerås.